# Raymond C. Bushland
Pour les articles homonymes, voir Bushland.
Raymond C. Bushland est un entomologiste américain, né dans le Minnesota le 5 octobre 1910 et mort le 29 janvier 1995 .
Raymond Bushland grandit dans le Dakota du Sud où il passe ses diplômes à l'université du Dakota du Sud en 1932 en entomologie et zoologie. Il termine avec un Master of sciences en entomologie en 1934, et commence à travailler au laboratoire du département de l'Agriculture des États-Unis à Dallas (Texas), faisant des recherches sur la larve de la lucilie bouchère en tentant de mieux traiter les blessures que l'insecte inflige au bétail.
Bushman, et un autre entomologiste américain, Edward F. Knipling (1909 - 2000), mettent au point la technique de l'élevage de mâles stériles dans les années 1950. Pour leurs travaux, ils ont reçu conjointement le prix mondial de l'alimentation en 1992.